# Aztlán 4.ª Sección (El Bajío)
Aztlán 4.ª Sección (El Bajío) es una localidad del municipio de Centro ubicado en la subregión centro del estado mexicano de Tabasco. Anteriormente formaba parte de la localidad de Aztlán 4.ª Sección (Corcho y Chilapilla) hasta que fue desfusionada el 15 de junio de 2009.

## Geografía
La localidad de Aztlán 4.ª Sección (El Bajío) se sitúa en las coordenadas geográficas 18°10′05″N 92°42′49″O / 18.16806, -92.71361, a una elevación de 10 metros sobre el nivel del mar.

## Demografía
Según el Conteo de Población y Vivienda 2020, efectuado por el Instituto Nacional de Estadística y Geografía, la localidad de Aztlán 4.ª Sección (El Bajío) tiene 236 habitantes, de los cuales 115 son del sexo masculino y 121 del sexo femenino. Su tasa de fecundidad es de 3.24 hijos por mujer y tiene 62 viviendas particulares habitadas.
| Gráfica de evolución demográfica de Aztlán 4.ª Sección (El Bajío) entre 2010 y 2020 |
|                                                                                     |
| INEGI.                                                                              |